# Лукаш Гвіла
Лукаш Гвіла (словац. Lukáš Hvila; народився 30 листопада 1981) — словацький хокеїст, центральний нападник. 
Виступав за ХК «Попрад», ХК «Кошице», МсХК «Жиліна», ХКм «Зволен», «Пльзень», ХК «05 Банська Бистриця».
У складі національної збірної Словаччини провів 4 матчі. У складі молодіжної збірної Словаччини учасник чемпіонату світу 2001. У складі юніорської збірної Словаччини учасник чемпіонату світу 1999.
Бронзовий призер чемпіонату Словаччини (2011).